# Santo Estêvão de Bastuço
Santo Estêvão de Bastuço ist ein Ort und eine ehemalige Gemeinde (Freguesia) im nordportugiesischen Kreis Barcelos.

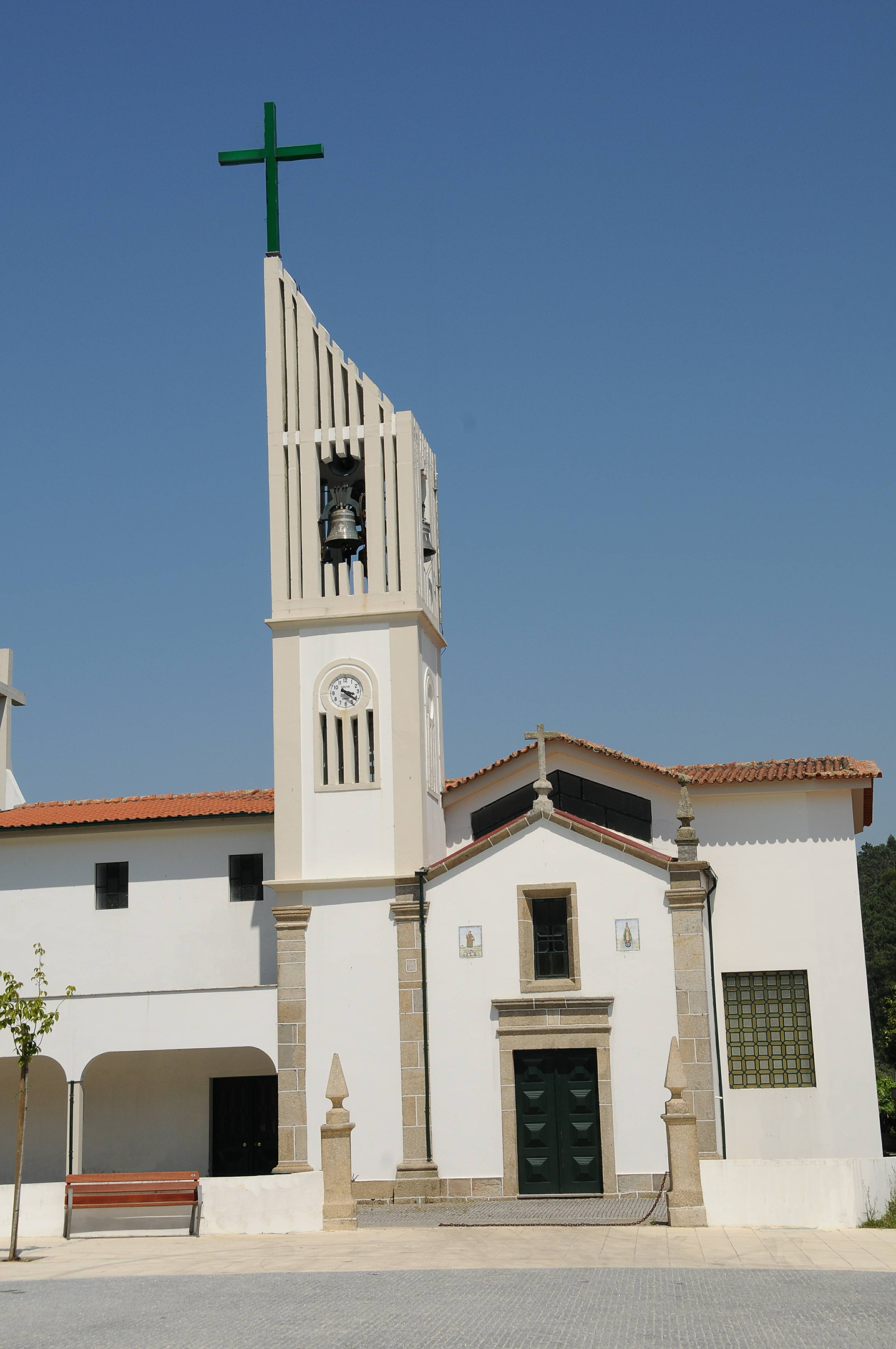
Kirche Santo Estêvão in Bastuço

Die Gemeinde hatte 460 Einwohner (Stand 30. Juni 2011).
Im Zuge der Gebietsreform am 29. September 2013 wurden die Gemeinden Bastuço (Santo Estêvão), Sequeade und Bastuço (São João) zur neuen Gemeinde União das Freguesias de Sequeade e Bastuço (São João e Santo Estêvão) zusammengefasst.